# 天野賢一
天野 賢一（あまの けんいち、1975年4月3日 - ）は、茨城県古河市出身の元サッカー選手、サッカー指導者。

## 来歴
茨城県立古河第一高等学校を卒業後、筑波大学に進学。蹴球部に所属し、同大学の大学院に進む中、コーチも務めた。同期には和多田充寿など。
2000年より、Jリーグ・FC東京に入り、普及部・育成部で中学生以下の年代の指導を担当した。2004年にはFC東京U-15むさしの監督に就任。新規に発足されたチームで初代監督を務めた。
2008年より浦和レッズへ転入し、ユースチームでのコーチを務める。2011年には、堀孝史ユース監督のトップチーム監督就任に伴い、自身も初となるプロチームでのコーチを務めることになった。翌2012年も留任。同年、JFA公認A級コーチジェネラルライセンスを取得。その後も堀と共にチームを支え、主に控え選手のサポートに尽力した。2018年4月、堀の契約解除に伴い、天野も契約を解除された。
2018年8月より12月まで流通経済大学サッカー部のコーチを務めた。
2019年、当時J3リーグのギラヴァンツ北九州で、小林伸二監督の下ヘッドコーチに就任。北九州がJ2リーグ昇格後の翌シーズン以降も同職で計3シーズン務め、2021年度にJFA公認S級コーチライセンスを取得した後、北九州がJ3リーグに降格した2022年シーズンから監督に就任した。
2022年11月9日、同年シーズンをもって北九州の監督を退任すると発表された。12月16日、2023シーズンFC岐阜のヘッドコーチに就任と発表された。
2024年6月、監督を辞任した上野優作に代わり暫定監督を務め、同年9月20日、正式に監督に就任した。同年シーズン終了後、監督を退任。

## 所属クラブ
- 1991年 - 1993年 茨城県立古河第一高等学校
- 1994年 - 1997年 筑波大学

## 指導歴
- 1999年 - 2000年 筑波大学蹴球部
  - 1999年 アシスタントコーチ
  - 2000年 ヘッドコーチ
- 2001年 - 2007年 FC東京
  - 2001年 - 2003年 普及部コーチ
  - 2004年 - 2005年 U-15むさし 監督
  - 2006年[15] U-15むさし コーチ
  - 2007年[16] 普及部コーチ
- 2008年 - 2018年4月 浦和レッズ
  - 2008年 - 2011年10月 ユース コーチ
  - 2011年10月 [2] - 2018年4月 トップチーム コーチ
- 2018年8月 - 同年12月 流通経済大学サッカー部 コーチ
- 2019年 - 2022年 ギラヴァンツ北九州
  - 2019年 - 2021年 トップチーム ヘッドコーチ
  - 2022年 トップチーム 監督
- 2023年 - 2024年 FC岐阜
  - 2023年 - 2024年9月 トップチーム ヘッドコーチ
    - 2024年6月 - 同年9月 トップチーム 暫定監督

  - 2024年9月 - 同年12月 トップチーム 監督
- 2025年 - ツエーゲン金沢 コーチ

## 監督成績
| 年度 | 所属 | クラブ | リーグ戦 | リーグ戦 | リーグ戦 | リーグ戦 | リーグ戦 | リーグ戦 | カップ戦       | カップ戦  |
| 年度 | 所属 | クラブ | 順位     | 勝点     | 試合     | 勝       | 分       | 敗       | ルヴァンカップ | 天皇杯    |
| ---- | ---- | ------ | -------- | -------- | -------- | -------- | -------- | -------- | -------------- | --------- |
| 2022 | J3   | 北九州 | 13位     | 40       | 34       | 11       | 7        | 16       | -              | 1回戦敗退 |
| 2024 | J3   | 岐阜   | 8位      | 27       | 20       | 8        | 3        | 9        | -              | -         |

- 2024年シーズンは6月から指揮。順位は最終順位。